# Ut Orpheus Edizioni
Ut Orpheus Edizioni è una casa editrice con sede a Bologna, fondata nel 1993 da Roberto De Caro, Valeria Tarsetti e Antonello Lombardi, affiancati in seguito da Elisabetta Pistolozzi e Andrea Schiavina. Il suo catalogo include spartiti di musica antica, classica e contemporanea e libri di argomento musicale. Nel 2018 ha celebrato il 25º anniversario.
Ut Orpheus ha dato vita nel 2009 alla collana Napoli e l'Europa, dedicata a opere e oratori inediti di scuola napoletana, scelti dal Maestro Riccardo Muti e da lui stesso eseguiti - assieme all’Orchestra Giovanile Luigi Cherubini - al Festival di Salisburgo e al Ravenna Festival.
La casa editrice ha anche collaborato con il Maestro Christopher Hogwood a diversi progetti, tra i quali l’edizione critica degli Opera Omnia di Francesco Geminiani, da lui fondati nel 2010 e tuttora in corso di pubblicazione.
Ut Orpheus pubblica inoltre l'edizione critica delle opere complete di Luigi Boccherini e Muzio Clementi. Entrambe le collane hanno ottenuto il riconoscimento di Edizioni Nazionali Italiane.
Dal 2000 al 2005 Ut Orpheus è stato editore del trimestrale di cultura e politica Hortus Musicus, e dal 2003 pubblica Ad Parnassum. A Journal of Eighteenth- and Nineteenth-Century Instrumental Music, rivista semestrale Peer-Reviewed che ospita contributi musicologici in cinque lingue.
La casa editrice dispone anche di un proprio punto vendita nel centro storico di Bologna operante dal 1993.